# Sean Murray (attore)
Sean Murray (Bethesda, 15 novembre 1977) è un attore statunitense.

## Biografia
Murray è figlio di Craig Harland Murray e Vivienne Bellisario. Ha un fratello, Chad W. Murray (produttore di NCIS: Los Angeles), e sette sorelle acquisite, tra cui Troian Bellisario, figlia di Donald P. Bellisario (produttore delle serie televisive JAG - Avvocati in divisa e NCIS). È a sua volta il figlio acquisito del produttore televisivo statunitense Donald P. Bellisario, che ha sposato la madre in quarte nozze. Ha frequentato Bonita Vista Junior High (ora Bonita Medio Vista) a Chula Vista, in California.
Ha preso parte al terzo episodio della quarta stagione di JAG - Avvocati in divisa (Fiore di Loto) impersonando l'imputato, e ad alcuni episodi della sesta stagione, impersonando il figlio tossicodipendente della fidanzata dell'Ammiraglio Chegwidden. A partire dalla prima stagione fa parte del cast di NCIS - Unità anticrimine, dove interpreta l'Agente Speciale Timothy McGee.
Ha partecipato al film Hocus Pocus. Suo fratello Chad W. Murray ha preso parte al quarto episodio della prima stagione di NCIS (Gli immortali), impersonando il marinaio MacDonald, trovato morto all'inizio dell'episodio.
Risiede a Sherman Oaks, California. Il 26 novembre 2005 ha sposato Carrie James. La coppia ha due figli, Caitlyn Melissa, nata nel 2007, e River James, nato nel 2010. La coppia ha annunciato il divorzio a maggio del 2025.

## Filmografia

### Cinema
- Backfield in Motion, regia di Richard Michaels (1991)
- Voglia di ricominciare (This Boy's Life), regia di Michael Caton-Jones (1993)
- Hocus Pocus, regia di Kenny Ortega  (1993)

### Televisione
- Civil Wars – serie TV, 1 episodio (1991)
- Too Romantic, regia di Todd Field – cortometraggio (1992)
- River of Rage: The Taking of Maggie Keene – film TV (1993)
- Harts of the West – serie TV, 5 episodi (1994)
- E.R. - Medici in prima linea (E.R.) – serie TV, episodio 2x10 (1995)
- Due poliziotti a Palm Beach (Silk Stalkings) – serie TV, episodio 5x03 (1995)
- Trial by Fire – film TV (1995)
- Una ragazza in trappola (Fall Into Darkness), regia di Merk Sobel – film TV (1996)
- For My Daughter's Honor, regia di Alan Metzger – film TV (1996)
- The Lottery, regia di Anthony Spinner – film TV (1996)
- Delitto senza movente (The Sleepwalker Killing), regia di John Cosgrove – film TV (1997)
- JAG - Avvocati in divisa (JAG) – serie TV, 7 episodi (1998-2001)
- Il tocco di un angelo (Touched by an Angel) – serie TV, episodio 5x02 (1999)
- Boston Public – serie TV, episodio 1x03 (2000)
- Spring Break Lawyer, regia di Alan Cohn – film TV (2001)
- The Random Years – serie TV, 7 episodi (2002)
- NCIS - Unità anticrimine (NCIS) – serie TV, 464 episodi (2003-2025)
- NCIS: New Orleans – serie TV, episodio 3x14 (2017)